# 魔物獵人攜帶版2nd
《魔物獵人攜帶版2nd》是卡普空於2007年2月22日發佈的一款《魔物獵人系列》遊戲，其平台為PlayStation Portable。本作於2007年8月29日在北美發佈。
本作是魔物獵人系列中的第二個攜帶版遊戲，其設定部份基於PlayStation 2前作《魔物獵人2》。因為《魔物獵人2》從未在日本國外發售，所以卡普空才製作這遊戲供日本國外玩家遊玩。
本作並非《魔物獵人2》的PlayStation Portable移植版，而是魔物獵人系列中的另一個遊戲。本作新增了不少元素，並刪除了部份《魔物獵人2》的元素，以配合其平台PlayStation Portable的運作。

## 遊戲
遊戲中的任務主要為狩獵巨大怪物，而早期任務則多為採集及狩獵小型怪物。這些任務主要分為三種：來自村長的「村長任務」、來自公會的「公會任務」、以及來自寶藏獵人的「尋寶任務」。玩家在遊戲中可以隨時接受與之同等級或較低級的任務，而較高級的任務則需要與其他較高級的獵人一起才能接受。玩家亦可以接受來自訓練所的「訓練任務」，而這些任務則會提供玩家裝備，無需玩家自行裝備。「村長任務」僅供單人遊玩，而「公會任務」則允許玩家單人或多人參與。在遊戲中，任務等級越高，難度就越高。其中，上級任務是最難的。
《魔物獵人攜帶版2nd》亦提供下載任務。這些下載任務能讓玩家收集一些在普通任務中不能夠收集的素材。

## 銷售與評價
根據卡普空的資料顯示，截至2008年3月31日，本作在全球售出了215萬份遊戲。而根據《Fami通》的統計，本作於2008年7月9日在日本已售出了170万1980份遊戲。
本作的擴充版《魔物獵人攜帶版2nd G》於2008年3月27日在日本發佈。該作是2008年銷量最高的遊戲之一，其於2008年共售出了245万2111份遊戲，更勝過了《神奇寶貝 白金》和《Wii Fit》。
本作的評價好壞參差。Metacritic給予本作72分。IGN得出本作的分數為人8.3分，稱讚其動畫、怪物設計、背景音樂、配音、以及任務系統，但卻指出其控制存在問題。另一方面，GameSpot卻僅給予本作5.0分。GameSpot的喬·多德森指出「遊戲的戰鬥很糟糕，打造裝備更糟糕，且遊戲載入似乎永遠不會結束」。

## 外部連結
- （日語）魔物獵人攜帶版2nd官方網站 （页面存档备份，存于）